# Rated R
Rated R je četrti studijski album barbadoške pevke Rihanne, ki je izšel 20. novembra 2009 pri založbi Def Jam Records.

## Singli
Prvi uradni singl, premierno predstavljen 20. oktobra 2009, nosi naslov »Russian Roulette«. Kmalu po njem sta izšla še dva, »Hard« (2. november 2009) in »Rude Boy« (9. februar 2010).

## Seznam skladb
1. »Mad House« - 1:34
2. »Wait Your Turn« - 3:46
3. »Hard« (z Young Jeezyjem) - :10
4. »Stupid in Love« - 4:01
5. »Rockstar 101« (s Slashem) - 3:58
6. »Russian Roulette« - 3:47
7. »Fire Bomb« - 4:17
8. »Rude Boy« - 3:42
9. »Photographs« (z will.i.amom) - 4:46
10. »G4L« - 3:59
11. »Te Amo« - 3:28
12. »Cold Case Love« - 6:04
13. »The Last Song« - 4:16